# Morgan Freeman

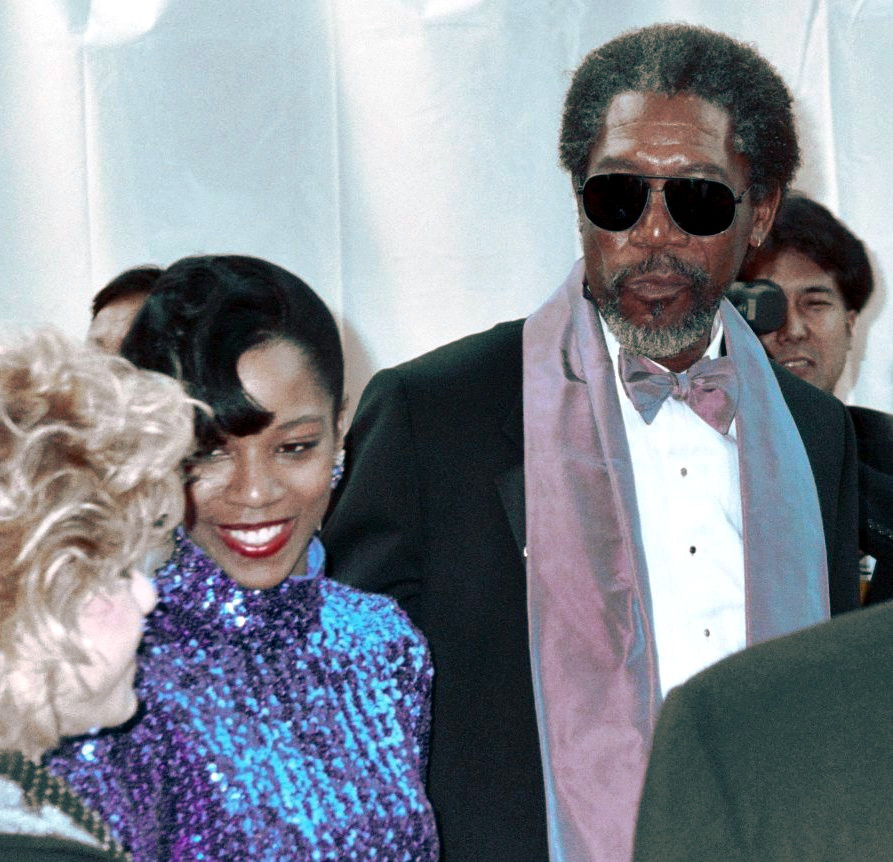
Freeman y su hija Morgana, Premios de la Academia 1990.

Morgan Porterfield Freeman Jr. (Memphis, Tennessee, 1 de junio de 1937), conocido como Morgan Freeman, es un actor y documentalista estadounidense, ganador del premio Óscar al mejor actor de reparto en 2005 por la película Million Dollar Baby. Además ha recibido otras nominaciones por sus actuaciones en Street Smart (1987), Driving Miss Daisy (1989), The Shawshank Redemption (1994) e Invictus (2009). También ha ganado los premios Globo de Oro y SAG.
Su extensa carrera incluye otros éxitos de taquilla como Brubaker (1980), Unforgiven (1992), Tiempos de gloria (1989), Robin Hood: príncipe de los ladrones (1991), Se7en (1995), Deep Impact (1998), The Sum of All Fears (2002), Bruce Almighty (2003), The Bucket List (2007), Wanted (2008), la trilogía de Batman (Batman Begins, 2005; El caballero oscuro, 2008 y The Dark Knight Rises, 2012), Lucy (2014) y la comedia Ted 2 (2015). También se le recuerda como narrador de la serie documental de televisión Through the Wormhole.

## Primeros años
Morgan Freeman nació en Memphis, Tennessee, hijo de Mayme Edna Revere y Morgan Porterfield Freeman. Pasó la mayor parte de su infancia con su abuela en Charleston, Misisipi y después se mudó con su familia a Greenwood, Misisipi, a Gary, Indiana y, por último, a Chicago, Illinois. Durante su estancia en Charleston y Greenwood, Freeman asistió a la Escuela primaria Threadgill, donde representó su primera obra teatral. A los doce años ganó un concurso y actuó en un programa de radio en Nashville, Tennessee. En 1955 se graduó en la Escuela secundaria Broad Street, en Chicago, y poco después rechazó una beca parcial para la Universidad Estatal de Jackson, Misisipi, optando en su lugar por trabajar como mecánico para la Fuerza Aérea del Ejército de los Estados Unidos.

## Vida personal

### Matrimonios y familia
Freeman estuvo casado con Jeanette Adair Bradshaw desde el 22 de octubre de 1967 hasta el 18 de noviembre de 1979 y posteriormente se casó con Myrna Colley-Lee el 16 de junio de 1984. La pareja se separó en diciembre de 2007 y se divorció el 15 de septiembre de 2010. Freeman tiene cuatro hijos: Alfonso, Deena, Morgana y Saifoulaye. Freeman y Colley-Lee adoptaron a la nieta de Freeman de su primer matrimonio, E'dena Hines, y la criaron juntos. El 16 de agosto de 2015, Hines, de 33 años, fue asesinada en la ciudad de Nueva York. 
Freeman reside en Charleston, Misisipi y mantiene una casa en la ciudad de Nueva York. Obtuvo una licencia de piloto privado a los sesenta y cinco años y posee o ha tenido al menos tres aviones privados, incluido un Cessna Citation 501, un propulsor bimotor Cessna 414 y un Emivest SJ30. Cuando se le preguntó si creía en Dios, Freeman dijo: Es una pregunta difícil porque, como dije al principio, creo que inventamos a Dios. Entonces, si creo en Dios, y lo hago, es porque creo que soy Dios. Freeman dijo más tarde que su experiencia trabajando en La historia de Dios, no cambió sus puntos de vista sobre la religión.
La noche del 3 de agosto de 2008 Freeman sufrió un accidente automovilístico en el estado de Misisipi y fue ingresado en un hospital de la ciudad de Memphis con pronóstico grave. Recibió el alta hospitalaria seis días después, tras haber pasado por el quirófano, donde tuvo que ser operado por las fracturas que sufrió e intervenido para reconectar los nervios y los tejidos del brazo y la mano heridos en el percance. Según medios locales, la causa fue que el actor se quedó dormido al volante.

## Carrera artística
El primer personaje acreditado de Morgan Freeman llegó en 1971 con el largometraje Who says I Can’t ride a rainbow!. En ese mismo año participó en el espacio infantil educativo The Electric Company, emitido hasta 1977 por la PBS. Entre otras series televisivas le pudimos ver en The Twilight Zone (1985), revival de la serie homónima de los años 60, así como en varios telefilmes y con un rol secundario en el drama Brubaker (1980), dirigido por Stuart Rosenberg y protagonizado por Robert Redford.
Morgan Freeman reconoce que su carrera recibió un impulso al ser nominado al Óscary al Globo de Oro, por Street Smart (El reportero de la calle 42), donde compartió protagonismo con Christopher Reeve. 
En 1989 Freeman estrenaría cuatro películas: Johnny Handsome (dirigida por Walter Hill y protagonizado por un entonces popular Mickey Rourke), Lean on Me, dirigida por John G. Avildsen, el drama bélico Glory que dirigió Edward Zwick con Matthew Broderick y Denzel Washington, al que Morgan Freeman considera su film más importante y finalmente Driving Miss Daisy (Paseando a Miss Daisy), donde encarna al chofer del personaje interpretado por Jessica Tandy, este rol le supuso su segunda nominación al Óscar y el primer Globo de Oro, situándole en primera fila.
Ya en los 90 su popularidad le permite intervenir en filmes de gran presupuesto como La hoguera de las vanidades (1990), dirigida por Brian De Palma en un papel secundario destinado a Alan Arkin acompañando a los protagonistas Tom Hanks, Bruce Willis y Melanie Griffith o Robin Hood: príncipe de los ladrones en un rol también secundario, aunque de más enjundia junto a Kevin Costner.

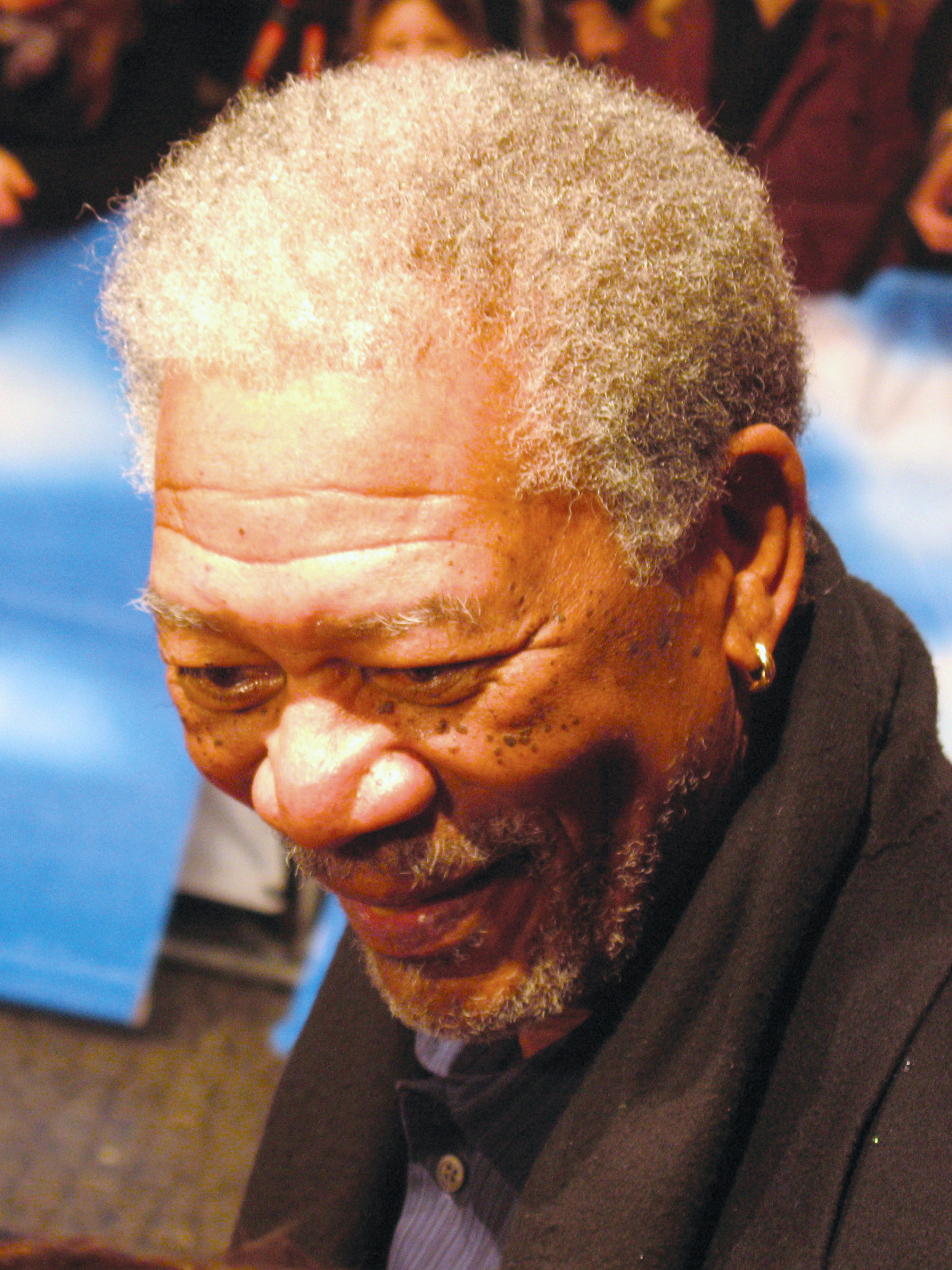
Freeman en 2008.

En 1992 llega Unforgiven, el aclamado western que protagoniza junto a Clint Eastwood y Gene Hackman. Su siguiente trabajo como actor se estrena dos años después (antes había dirigido su primer largometraje Bopha!, una historia sobre el apartheid protagonizada por Danny Glover). Se trata de The Shawshank Redemption (Cadena perpetua), adaptación de la novela Rita Hayworth y la redención de Shawshank de Stephen King; en ella Freeman y Tim Robbins son dos presidiarios condenados a cadena perpetua. El largometraje fue bien recibido por la crítica, destacando en la temporada de premios (entre otros se hace con siete nominaciones a los Óscar y dos al Globo de Oro, lo que acarrea la tercera nominación a estos premios para Freeman). Con el paso del tiempo The Shawshank Redemption se ha convertido en un film muy apreciado por el público en general, y es considerada por muchos una película de culto. En 1995 estrena Outbreak junto a Dustin Hoffman y Rene Russo y el exitoso e influente thriller Seven donde comparte cartel con Brad Pitt.
En los próximos años Freeman participará en blockbusters que no cumplieron las expectativas de sus productores como Chain Reaction (1996), Amistad dirigida por Steven Spielberg (1997), Hard Rain (1998) o Dreamcatcher (2003) también inspirado en una novela de Stephen King. Pero los alternará con trabajos más productivos como Kiss the Girls (1997) y Along Came a Spider (2001), donde interpreta al inspector Alex Cross, personaje creado por James Patterson. Otros aciertos a nivel de taquilla son Deep Impact, film catastrofista estrenado en mayo de 1998 que rivalizó con Armageddon por su temática similar, The Sum of All Fears, cuarto film de la saga creada por el novelista Tom Clancy, y la comedia protagonizada por Jim Carrey Bruce Almighty (2003) y años más tarde la secuela, Evan Almighty (2007) donde Freeman encarna a Dios.
En 2004 llega Million Dollar Baby, drama centrado en el mundo del boxeo; fue dirigida y protagonizada por Clint Eastwood, aunque se consideró a Morgan Freeman antes que al propio Eastwood, para el personaje central Frankie Dunn, al final interpretó a Eddie "Scrap-Iron" Dupris, logrando por fin su primer Óscar y una nueva nominación al Globo de Oro. También ha encarnado a Lucius Fox, en la trilogía reciente de Batman (Batman Begins de 2005, The Dark Knight de 2008 y The Dark Knight Rises de 2012) dirigida por Christopher Nolan. Podemos oírle como narrador en War of the worlds, nueva versión del clásico de H. G. Wells dirigido por Steven Spielberg y el documental sobre los pingüinos emperadores, La Marche de l'empereur, de Luc Jacquet ambos trabajos estrenados en 2005. Un año después estrenó The Contract, acompañando a John Cusack en su segunda colaboración con Bruce Beresford. Luego rodó el thriller de acción Lucky Number Slevin, y en 2007 dos películas: Gone Baby Gone el debut de Ben Affleck en la dirección, según una novela de Dennis Lehane y The Bucket List film dirigido por Rob Reiner que le empareja con Jack Nicholson, la historia de dos enfermos terminales un personaje escrito expresamente para Freeman. En 2008 estrena Wanted adaptación del cómic del mismo nombre realizada por el cineasta Timur Bekmambetov junto a Angelina Jolie.
Morgan Freeman es Nelson Mandela en Invictus. Curiosamente, el propio Mandela, cuando se le preguntó por quién podría interpretarlo en el cine, sugirió a Freeman. El largometraje narra el triunfo en la Copa Mundial de Rugby de 1995 de la selección de Sudáfrica capitaneada por Matt Damon. Este film marca la tercera colaboración de Freeman y Clint Eastwood, y supone también una nueva nominación al Óscar y los Globos de Oro. En 2010 participa en la comedia de acción Red, otra adaptación de un cómic que le empareja con Bruce Willis, John Malkovich y Helen Mirren entre otros muchos actores veteranos. En verano de 2011 se estrenó una nueva versión de las aventuras de Conan el Bárbaro (personaje de creado por Robert Ervin Howard), donde Morgan Freeman es el narrador.
En 2013 son varios los filmes que estrena, el primero en llegar es Oblivion film de ciencia ficción que le empareja con Tom Cruise, posteriormente se estrenó Olympus Has Fallen film de acción protagonizado junto a Gerard Butler y Aaron Eckhart, Now You See Me film de suspense dirigido por el francés Louis Leterrier, finalmente está previsto estrenar para finales de este año Last Vegas comedia dirigida por Jon Turteltaub y que tiene entre sus principales intérpretes a Michael Douglas, Robert De Niro y Kevin Kline, además de Freeman.
En 2016 fue presentador de la serie La historia de Dios transmitida por la National Geographic.
En 2022 participó en la ceremonia de apertura de la Copa Mundial de Fútbol de la FIFA Catar 2022.

## Falsas acusaciones de acoso sexual
El 24 de mayo de 2018, la matriz estadounidense de CNN difundió una investigación de la reportera de la división de espectáculos, Chloe Melas, y la subdirectora de Media y Entretenimiento de la misma, An Phung, con el título “Mujeres acusan a Morgan Freeman de comportamiento indebido y acoso”, acusando al actor de cometer acoso sexual y comportamiento indebido en contra de varias mujeres.  
Meses después, el 4 de diciembre, el diario español El Mundo difundió que un artículo publicado en la página web de la Fundación Gabriel García Márquez para el Nuevo Periodismo Iberoamericano mostraba que Chloe Melas había fabricado pruebas para acusar falsamente a Freeman.

## Polémicas por un video sobre una supuesta conspiración rusa
Durante el mes de septiembre de 2017, el actor protagoniza un vídeo en el que acusa a Rusia de "buscar venganza" por la caída de la URSS y de "trazar un plan" contra Estados Unidos. donde comienza con una frase que dice Imagine el guion de una película en la que un espía del KGB, cabreado por el colapso de su país, traza un plan para vengarse, y continúa diciendo Establece un régimen autoritario y se concentra en su enemigo declarado, Estados Unidos, acusando a Rusia de utilizar las redes sociales para "difundir propaganda e información falsa" para "convencer a la gente de sociedades democráticas" de la visión del Kremlin. En el vídeo aparece el presidente ruso, Vladímir Putin, en imágenes no muy posteriores a la caída de la URSS. Al final del vídeo, Freeman llama a Trump a "sentarse a la mesa del despacho oval" y "decir la verdad" al pueblo estadounidense sobre la supuesta injerencia de Rusia en las elecciones presidenciales, sentenciando finalmente la frase El mundo libre necesita nuestro liderazgo. En una entrevista posterior, él ratifica su postura diciendo que él cree en lo que dijo, aunque luego no quiso seguir hablando de política en esa entrevista.
La queja no se hizo esperar por parte de los medios rusos, y entre ellos, la periodista rusa Inna Afinogenova, muy molesta, salió a responder los dichos del actor, mediante un video hablado en español.
Por su parte, el presidente Donald Trump, tachó las acusaciones sobre los supuestos vínculos de su Administración con el Kremlin de "noticias falsas", y también apuntó a la ausencia de pruebas al respecto.

## Filmografía completa
| Año            | Película                                 | Título en Español                                        | Personaje                                                                | Notas                       |
| -------------- | ---------------------------------------- | -------------------------------------------------------- | ------------------------------------------------------------------------ | --------------------------- |
| 2025           | Now You See Me 3                         | Los ilusionistas: Nada es lo que parece 3 Ahora me ves 3 | Thaddeus Bradley                                                         | No estrenada                |
| 2023           | A Good Person                            | Una buena persona                                        | Daniel                                                                   |                             |
| 2023           | Life in our planet                       | La vida en nuestro planeta                               | Narrador                                                                 | Documental                  |
| 2022           | The Minute You Wake Up Dead              | La sombra del crimen                                     | Thurmond Fowler                                                          |                             |
| 2021           | The Kominsky Method                      | El método Kominsky                                       | Él mismo (cameo)                                                         |                             |
| 2020           | The Comeback Trail                       | La última gran estafa                                    | Reggie Fontaine                                                          |                             |
| 2019           | The Hitman's Wife's Bodyguard            | Duro de cuidar 2                                         | Michael Bryce Sr./Senior                                                 |                             |
| 2019           | Angel Has Fallen                         | Presidente bajo fuego                                    | Presidente Allan Trumbull                                                |                             |
| 2019           | The Poison Rose                          | TBA                                                      | Doc                                                                      |                             |
| 2017           | Going in Style                           | Un golpe con estilo                                      | Willie                                                                   |                             |
| 2016           | Ben-Hur                                  | Ben-Hur                                                  | Sheik Ilderim                                                            |                             |
| 2016           | Now You See Me 2                         | Los Ilusionistas: Nada es lo que parece 2                | Thadeus Bradley                                                          |                             |
| 2016           | London Has Fallen                        | Londres bajo fuego                                       | Vicepresidente Allan Trumbull                                            |                             |
| 2015           | Momentum                                 | Momentum                                                 | Senador                                                                  |                             |
| 2015           | Ted 2                                    | Ted 2                                                    | Patrick Meighan                                                          |                             |
| 2014           | 5 flight up                              | Apartamento Nº 5                                         | Alex Carver                                                              |                             |
| 2014           | Dolphin Tale 2                           | Winter, el Delfín 2                                      | Dr. Cameron McCarthy                                                     |                             |
| 2014           | Lucy                                     | Lucy                                                     | Pr. Norman                                                               |                             |
| 2014           | Transcendence                            | Trascender                                               | Joseph Tagger                                                            |                             |
| 2014           | The Lego Movie                           | La Gran Aventura Lego                                    | Vitruvius                                                                | Voz                         |
| 2013           | Last Vegas                               | Último viaje a Las Vegas                                 | Archibald "Archie" Clayton                                               |                             |
| 2013           | Olympus Has Fallen                       | Olimpo bajo fuego                                        | Presidente de la Cámara de Representantes Allan Trumbull                 |                             |
| 2013           | Now You See Me                           | Los ilusionistas: Nada es lo que parece                  | Thaddeus Bradley                                                         |                             |
| 2013           | Oblivion                                 | Oblivion                                                 | Malcolm Beech                                                            |                             |
| 2012           | The Dark Knight Rises                    | Batman: El caballero de la noche asciende                | Lucius Fox                                                               |                             |
| 2012           | The Magic of Belle Isle                  | El verano de sus vidas                                   | Monte Wildhorn                                                           |                             |
| 2011           | Dolphin Tale                             | La gran aventura de Winter el delfín                     | Dr. Cameron McCarthy                                                     |                             |
| 2011           | Conan the Barbarian                      | Conan el Bárbaro                                         | Narrador                                                                 |                             |
| 2010           | Red                                      | Red                                                      | Joe Matheson                                                             |                             |
| 2009           | The Maiden Heist                         | Un Crimen Nada Perfecto                                  | Charles Peterson                                                         | Y productor ejecutivo       |
| 2009           | Invictus                                 | Invictus                                                 | Nelson Mandela                                                           | Y productor ejecutivo       |
| 2009           | New York I Love You                      | Se busca                                                 | Narrador                                                                 |                             |
| 2008           | Wanted                                   | Se busca                                                 | Sloan                                                                    |                             |
| 2008           | The Code                                 | Juego de ladrones                                        | Keith Ripley                                                             |                             |
| 2008           | The Bucket List                          | Antes de partir Ahora o nunca                            | Carter                                                                   |                             |
| 2008           | The Dark Knight                          | El caballero oscuro Batman: el caballero de la noche     | Lucius Fox                                                               |                             |
| 2008           | Where the water meets the sky            | -                                                        | Narrador                                                                 | Documental                  |
| 2007           | Gone Baby Gone                           | Desapareció una noche Adiós, pequeña, adiós              | Jack Doyle                                                               |                             |
| 2007           | Feast of Love                            | El juego del amor                                        | Harry Stevenson                                                          |                             |
| 2007           | Evan Almighty                            | El Regreso del Todopoderoso Sigo como Dios               | Dios                                                                     |                             |
| 2006           | The Contract                             | El Contrato                                              | Frank Carden                                                             |                             |
| 2006           | Lucky Number Slevin                      | El caso Slevin 7, el número equivocado                   | The Boss                                                                 |                             |
| 2006           | 10 Items or Less                         | Dame 10 razones                                          | Él                                                                       |                             |
| 2005           | La Marche de l'empereur                  | El viaje del emperador La marcha de los pingüinos        | Narrador                                                                 | Documental                  |
| 2005           | An Unfinished Life                       | Una vida por delante Una vida sin terminar               | Mitch Bradley                                                            |                             |
| 2005           | War of the Worlds                        | La guerra de los mundos                                  | Narrador                                                                 |                             |
| 2005           | Edison                                   | Ciudad sin ley La amenaza                                | Ashford                                                                  |                             |
| 2005           | Batman Begins                            | Batman inicia Batman comienza                            | Lucius Fox                                                               |                             |
| 2005           | Danny the Dog                            | Danny the Dog                                            | Sam                                                                      |                             |
| 2004           | Million Dollar Baby                      | Golpes del destino                                       | Eddie Scrap-Iron Dupris                                                  |                             |
| 2004           | The Big Bounce                           | Golpe en Hawai La trampa                                 | Walter Crewes                                                            | No estrenada comercialmente |
| 2003           | Bruce Almighty                           | Todopoderoso Como Dios                                   | Dios                                                                     |                             |
| 2003           | Levity                                   | Fuego cruzado                                            | Pastor Miles Evans                                                       |                             |
| 2003           | Dreamcatcher                             | El cazador de sueños                                     | Abraham Curtis                                                           |                             |
| 2003           | Guilty by Association                    |                                                          | Teniente Redding                                                         | No estrenada comercialmente |
| 2002           | The Sum of All Fears                     | La suma de todos los miedos Pánico nuclear               | William Cabot                                                            |                             |
| 2002           | High Crimes                              | Toda la verdad Crimen en primer grado                    | Charles W. Grimes                                                        |                             |
| 2001           | Along Came a Spider                      | La hora de la araña Telaraña                             | Alex Cross                                                               | Y productor ejecutivo       |
| 2000           | Nurse Betty                              | Persiguiendo a Betty                                     | Charlie Quinn                                                            |                             |
| 2000           | Under Suspicion                          | Bajo sospecha                                            | Capitán Victor Benezet                                                   |                             |
| 1998           | Deep Impact                              | Impacto profundo                                         | Presidente Beck                                                          |                             |
| 1997           | Amistad                                  | Amistad                                                  | Theodore Joadson                                                         |                             |
| 1997           | Kiss the Girls                           | El coleccionista de amantes Besos que matan              | Alex Cross                                                               |                             |
| 1997           | Hard Rain                                | Violencia en la tempestad                                | Jim                                                                      |                             |
| 1996           | Chain Reaction                           | Reacción en cadena                                       | Paul Shannon                                                             |                             |
| 1996           | Moll Flanders                            | Moll Flanders: el coraje de una mujer                    | Hibble                                                                   |                             |
| 1995           | Seven                                    | Se7en, los siete pecados capitales Seven                 | William Somerset                                                         |                             |
| 1995           | Outbreak                                 | Estallido Epidemia                                       | General Billy Ford                                                       |                             |
| 1994           | The Shawshank Redemption                 | Cadena Perpetua Sueños de libertad Sueños de fuga        | Ellis Boyd "Red" Redding                                                 |                             |
| 1993           | Bopha!                                   |                                                          | -                                                                        | Solo director               |
| 1992           | Unforgiven                               | Los imperdonables Sin Perdón                             | Ned Logan                                                                |                             |
| 1991           | The Power of One                         | La Fuerza de Uno                                         | Geel Piet                                                                |                             |
| 1990           | Robin Hood: príncipe de los ladrones     | Robin Hood, príncipe de los ladrones                     | Azeem                                                                    |                             |
| 1990           | The Bonfire of the Vanities              | La Hoguera de las Vanidades                              | Juez Leonard White                                                       |                             |
| 1989           | Glory                                    | Tiempos de gloria Gloria                                 | John Rawlins                                                             |                             |
| 1989           | Driving Miss Daisy                       | Paseando a Miss Daisy El chofer de la señora Daisy       | Hoke Colburn                                                             |                             |
| 1989           | Lean on Me                               | Escuela de rebeldes Apóyate en mi                        | Joe Clark                                                                |                             |
| 1988           | Clean and Sober                          | Alcohol y coca                                           | Craig                                                                    |                             |
| 1988           | Clinton and Nadine                       | Persecución sangrienta                                   | Dorsey Pratt                                                             | Telefilme                   |
| 1987           | Street Smart                             | El reportero de la calle 42                              | Fast Black                                                               |                             |
| 1987           | Fight for Life                           | Lucha por la vida                                        | Dr. Sherard                                                              | Telefilme                   |
| 1986           | Resting Place                            | Un lugar de descanso                                     | Luther Johnson                                                           | Telefilme                   |
| 1984           | Teachers                                 | Profesores de hoy                                        | Al Lewis                                                                 |                             |
| 1982           | Harry & Son                              | Harry e hijo Padre e hijo                                | Siemanowski                                                              |                             |
| 1981           | The Marva Collins Story                  |                                                          | Clarence Collins                                                         | Telefilme                   |
| 1981           | Ryan's Hope                              |                                                          | Cicero Murphy                                                            | Serie TV / 2 Episodios      |
| 1981           | Texas                                    |                                                          | Detective Michaels                                                       | Serie TV / 2 Episodios      |
| 1981           | Eyewitness                               | El ojo mentiroso Testigo Consigna: Matar al testigo      | Teniente Black                                                           |                             |
| 1981           | Death of a Prophet                       |                                                          | Malcolm X                                                                | Telefilme                   |
| 1980           | Brubaker                                 |                                                          | Walter                                                                   |                             |
| 1980           | Attica                                   | Celdas de muerte                                         | Hap Richards                                                             | Telefilme                   |
| 1979           | Hollow Image                             |                                                          | Ralph 'Sweet Talk' Simmons                                               | Telefilme                   |
| 1979           | Julius Caesar                            | Julio Cesar                                              | Casca                                                                    | No estrenada comercialmente |
| 1979           | Coriolanus                               |                                                          | Coriolano                                                                | No estrenada comercialmente |
| 1978           | Roll of Thunder, Hear My Cry             |                                                          | Uncle Hammer                                                             | Telefilme                   |
| 1978           | Visions                                  | Visiones                                                 |                                                                          | Serie TV / 1 Episodio       |
| 1977 –––– 1971 | The Electric Company                     |                                                          | Mark Easy Reader Mel Mounds Conde Drácula Mad Scientist The Cop Marcello | Serie TV / 780 Episodios    |
| 1968           | Where Were You When the Lights Went Out? | Anoche cuando se apagó la luz                            | Viajero en Grand Central                                                 | Sin acreditar               |
| 1966           | A Man Called Adam                        | Un hombre llamado Adam                                   | Hombre en la fiesta                                                      | Sin acreditar               |
| 1964           | The Pawnbroker                           | El prestamista                                           | Hombre en la calle                                                       | Sin acreditar               |

## Premios y distinciones
Premios Óscar
| Año  | Categoría              | Película                    | Resultado |
| ---- | ---------------------- | --------------------------- | --------- |
| 1988 | Mejor actor de reparto | El reportero de la calle 42 | Nominado  |
| 1989 | Mejor actor            | Driving Miss Daisy          | Nominado  |
| 1995 | Mejor actor            | The Shawshank Redemption    | Nominado  |
| 2005 | Mejor actor de reparto | Million Dollar Baby         | Ganador   |
| 2010 | Mejor actor            | Invictus                    | Nominado  |

Premios Globo de Oro
| Año  | Categoría                       | Película                    | Resultado |        |
| ---- | ------------------------------- | --------------------------- | --------- | ------ |
| 1988 | Mejor actor de reparto          | El reportero de la calle 42 | Nominado  | [ 34 ] |
| 1990 | Mejor actor - Comedia o musical | Driving Miss Daisy          | Ganador   | [ 34 ] |
| 1995 | Mejor actor - Drama             | The Shawshank Redemption    | Nominado  | [ 34 ] |
| 2005 | Mejor actor de reparto          | Million Dollar Baby         | Nominado  | [ 34 ] |
| 2010 | Mejor actor - Drama             | Invictus                    | Nominado  | [ 34 ] |
| 2012 | Premio Cecil B. DeMille         | —                           | Ganador   | [ 34 ] |

Premios del Sindicato de Actores
| Año  | Categoría                                | Película                 | Resultado |        |
| ---- | ---------------------------------------- | ------------------------ | --------- | ------ |
| 1995 | Mejor actor                              | The Shawshank Redemption | Nominado  | [ 35 ] |
| 2005 | Mejor actor de reparto                   | Million Dollar Baby      | Ganador   | [ 36 ] |
| 2010 | Mejor actor                              | Invictus                 | Nominado  | [ 37 ] |
| 2018 | Premio de Honor del Sindicato de Actores | —                        | Ganador   | [ 38 ] |

Premios Primetime Emmy
| Año  | Categoría                          | Trabajo                              | Resultado |        |
| ---- | ---------------------------------- | ------------------------------------ | --------- | ------ |
| 2016 | Mejor serie o especial informativo | The Story Of God With Morgan Freeman | Nominado  | [ 39 ] |

Otros premios y honores
- 1978 Nominado para el Premio Tony a la Mejor Actuación por un Actor en una obra en The Mighty Gents.
- 1997 Recibió un grado honorario de Rhodes College, convirtiéndose en un alumno de honor.
- 2003 Recibe el Globo de Cristal por su contribución al mundo del cine en el Festival Internacional de Cine de Karlovy Vary.
- 2006 Invitado de honor en el Festival Internacional de Cine de El Cairo.
- 2007 Él y su esposa recibieron el Lifetime Achievement Award del Instituto de Misisipi de Artes y Letras.
- 2008 Recibió Kennedy Center Honors.
- 2010 Recibió un grado honorario de la Universidad de Brown.
- 2011 Recibe el AFI Life Achievement Award del American Film Institute por su contribución a enriquecer la cultura americana por medio de sus películas.
- 2011 Recibe el premio de People's Choice Awards como "Best Movie Icon" (Mejor Icono de Películas).